# Турсі
Турсі (італ. Tursi) — муніципалітет в Італії, у регіоні Базиліката, провінція Матера.
Турсі розташоване на відстані близько 380 км на південний схід від Рима, 75 км на південний схід від Потенци, 50 км на південь від Матери.
Населення — 5074 особи (2014).

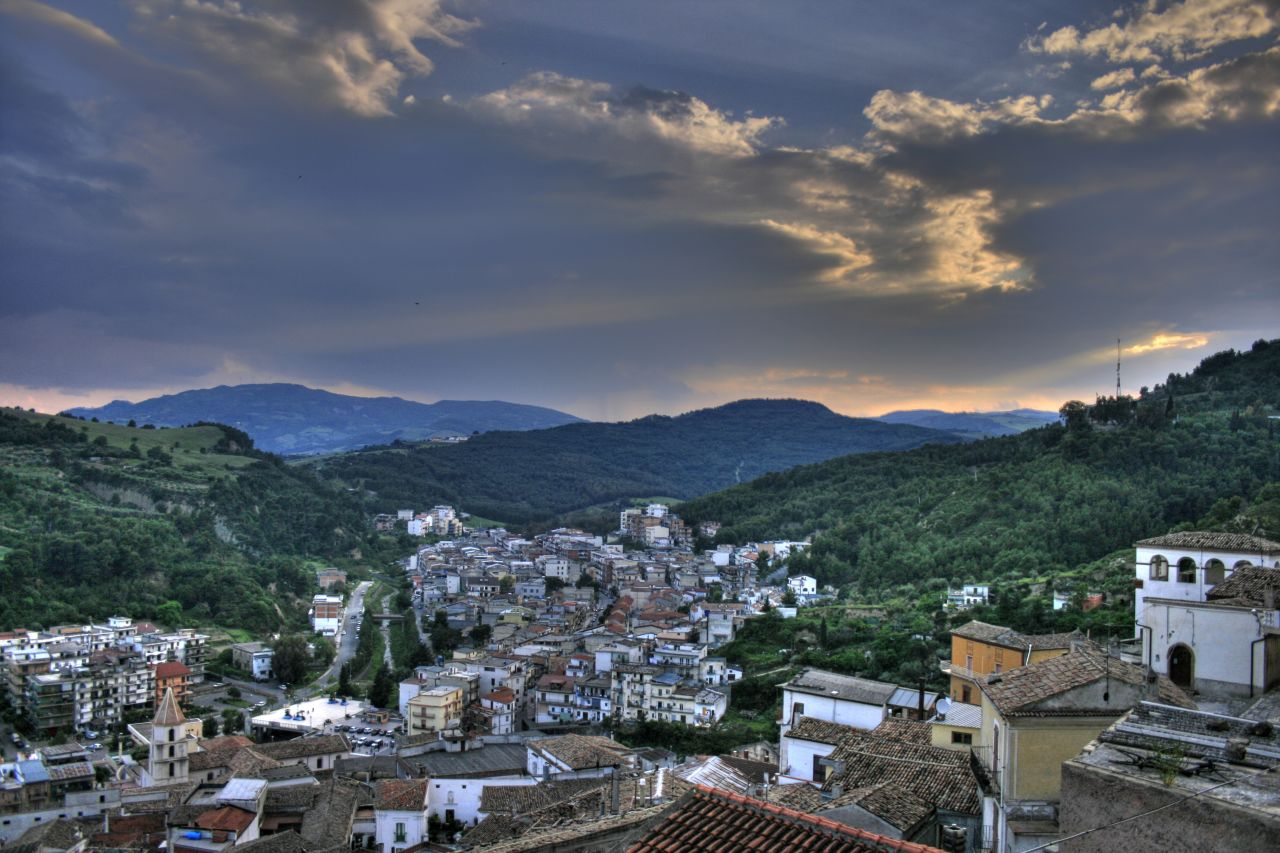

Щорічний фестиваль відбувається 26 травня, 8 вересня. Покровитель — San Filippo Neri.

## Демографія
Населення за роками:

Станом на 1 січня 2023 року в муніципалітеті офіційно проживало 455 іноземців з 29 країн, серед них 142 громадяни країн Євросоюзу та 9 громадян України.

## Клімат
| MONTALBANO JONICO | Місяці | Місяці | Місяці | Місяці | Місяці | Місяці | Місяці | Місяці | Місяці | Місяці | Місяці | Місяці | Пора | Пора | Пора | Пора | Рік  |
| MONTALBANO JONICO | Січ    | Лют    | Бер    | Кві    | Тра    | Чер    | Лип    | Сер    | Вер    | Жов    | Лис    | Гру    | Зим  | Вес  | Літ  | Осі  | Рік  |
| ----------------- | ------ | ------ | ------ | ------ | ------ | ------ | ------ | ------ | ------ | ------ | ------ | ------ | ---- | ---- | ---- | ---- | ---- |
| Темп. макс. (°C)  | 11.1   | 12.3   | 14.7   | 18.1   | 23.1   | 27.5   | 31.6   | 31.7   | 27.4   | 22.1   | 17.3   | 13.2   | 12.2 | 18.6 | 30.3 | 22.3 | 20.8 |
| Темп. мін. (°C)   | 3.6    | 4.0    | 5.7    | 8.2    | 12.3   | 15.6   | 19.0   | 19.2   | 16.2   | 12.6   | 8.7    | 5.2    | 4.3  | 8.7  | 17.9 | 12.5 | 10.9 |

## Сусідні муніципалітети
- Колобраро
- Монтальбано-Йоніко
- Полікоро
- Ротонделла
- Сант'Арканджело
- Сканцано-Йоніко
- Стільяно